# Mezinárodní den žen

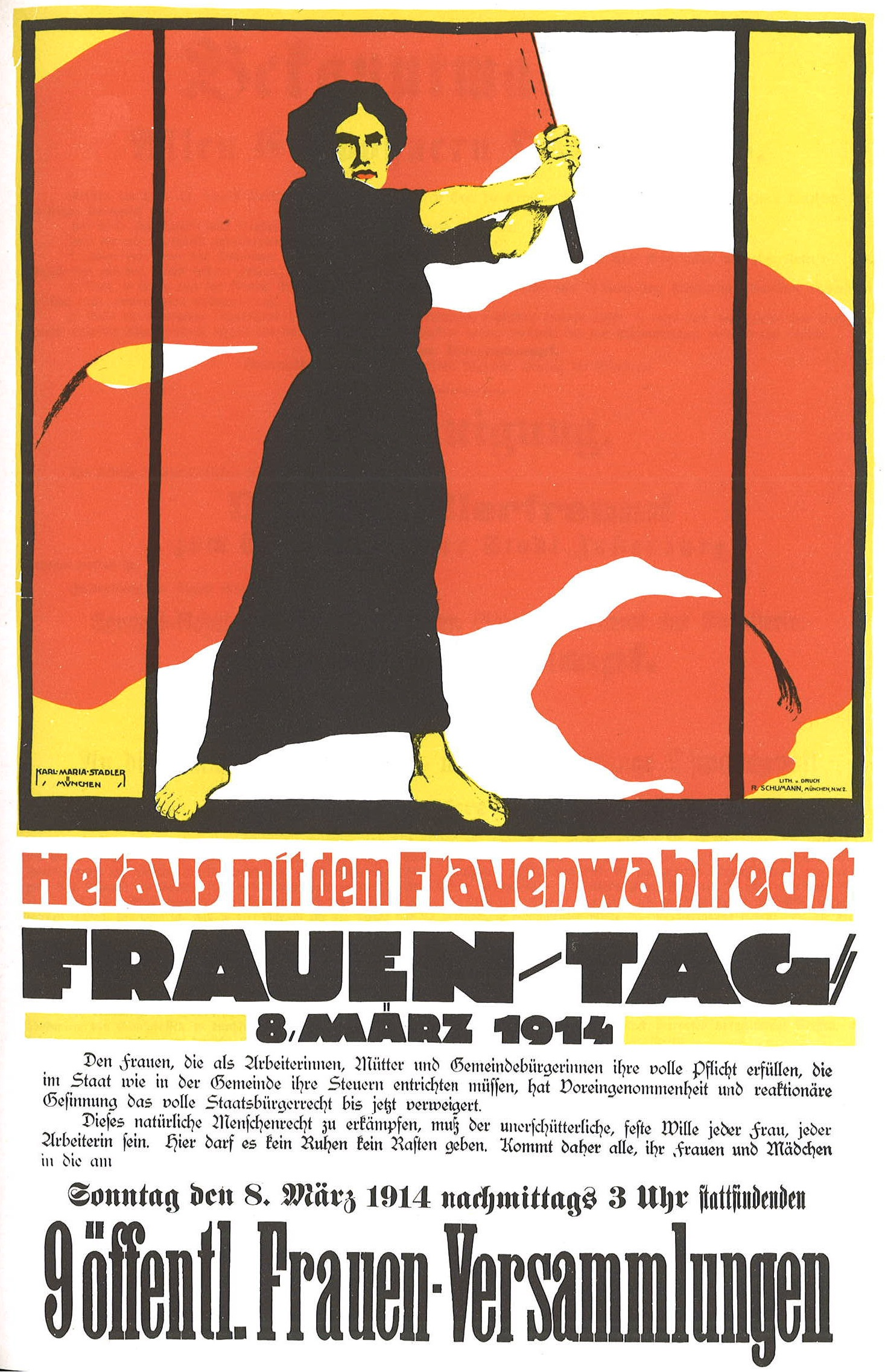
Plakát ženského hnutí za volební práva žen, 8. března 1914

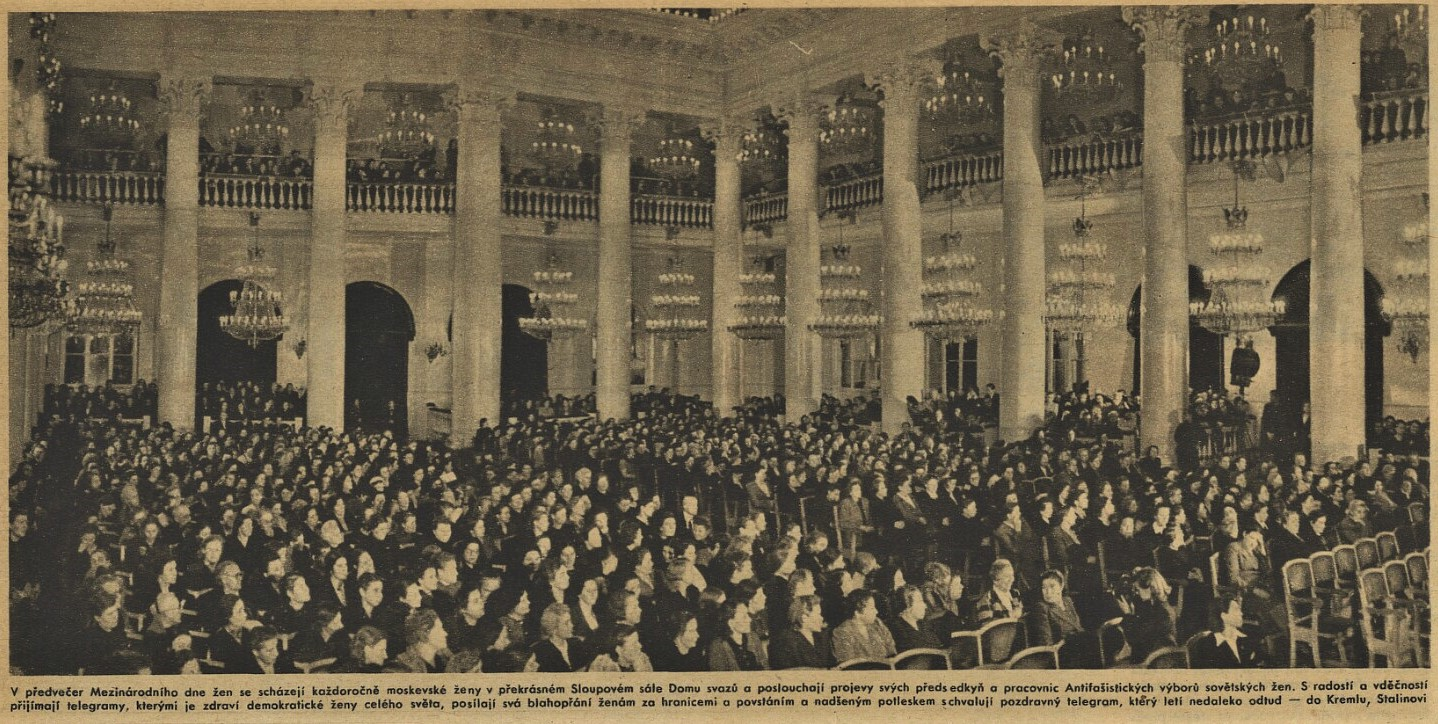
Politické oslavy MDŽ – Moskva 1948

Mezinárodní den žen (ve zkratce MDŽ), připadající každoročně na 8. března, je mezinárodní svátek, v roce 1975 uznaný Organizací spojených národů. V České republice je svátek od roku 2004 významným dnem. Vznikl jako nástroj hnutí za práva žen s cílem obrátit pozornost na otázky rovnoprávnosti, práv na reprodukci, proti násilí a bezpráví páchanému na ženách. S podporou hnutí za volební právo žen se svátek zrodil v americkém a evropském odborovém hnutí na počátku 20. století.

## Historie oslav
Údajně první oslavu Dne žen uspořádala Americká socialistická strana 28. února 1909 v New Yorku na návrh aktivistky Theresy Malkielové. Oslava inspirovala německé delegátky (Klára Zetkinová, Käte Dunckerová, Paula Thiedenová a další) na první mezinárodní ženské konferenci, předcházející plenárnímu zasedání Druhé internacionály v Kodani v srpnu 1910, aby navrhly  pořádání mezinárodního svátku, tehdy ještě bez určení pevného data. Všech 100 delegátek, zastupujících 17 zemí, myšlenku přijalo jako strategii boje za rovnoprávnost včetně volebního práva žen. Od roku 1911, kdy byl MDŽ poprvé slaven v Německu, Rakousko-Uhersku, Švýcarsku, Dánsku a USA, patřilo volební právo žen do jeho programu. Pevné datum nebylo stanoveno, bývalo v únoru a březnu.
Historickým mezníkem v následných oslavách MDŽ se však podle MOP stal požár v newyorské konfekční továrně Triangle Shirtwaist 25. března 1911, při němž zahynulo 146 mladých dělnic, převážně imigrantek.
Podle některých tvrzení datum připomíná protest konfekčních dělnic v New Yorku 8. března 1857, výzkum však ukazuje, že jde o smyšlenku, vedenou snahou oddělit MDŽ od jeho socialistických kořenů. Datum 8. března se ustálilo až po první světové válce, když roku 1917 na počátku únorové revoluce demonstrovaly ženy v Petrohradě pod heslem Chléb a mír (poslední neděli v únoru dle juliánského kalendáře, což odpovídá 8. březnu kalendáře gregoriánského). Prozatímní vláda poté přiznala ženám volební právo a svátek k tomuto datu zavedli po tzv. říjnové revoluci oficiálně V. I. Lenin a Alexandra Kollontajová. Svátek se rychle rozšířil, jeho obsah kolísal od politického a feministického protestu po apolitickou obdobu Dne matek.
Od roku 1975 je svátek uznán Organizací spojených národů a připomínán jako den mezinárodní solidarity žen za rovnoprávnost, spravedlnost, mír a rozvoj.